# Милосърдие (благотворително братство)
Благотворителното братство „Милосърдие“ е създадено през септември 1897 година в Солун. Инициативата е на българския представител Атанас Шопов. Целта е да бъдат подпомагани „бедните в образователно и възпитателно отношение“ българи, за да не изпращат децата си в чужди училища.
Според първоначалния замисъл Братство „Милосърдие“ трябва да се управлява съвместно от директорите на мъжката и на девическата гимназия в града и от двама граждани, избрани и изпратени от Българската църковна община; Екзархията обаче забранява на директора на гимназията да участва в Братството. Настоятел става българският търговец Димитър Шавкулов, а подпредседател – търговецът Спиро Суруджиев. Член може да бъде всеки българин, който внесе членски внос, а учителите доброволно отделят и по 2% от заплатата си. Към края на годината има вече 45 действителни и двама почетни членове, а събраните средства спомагат 10 българчета да се изтеглят от сръбското училище. Екзархията декларира подкрепа на „Милосърдие“, но не и финансова; дори се опитва да откаже софийското дружество „Св. св. Кирил и Методий“ да помогне на Братството. Атанас Шопов допуска влияние на революционните дейци, които се опасяват от новата организация.
През първата година Братството получава подкрепа и от търновското благотворителното дружество „Св. Св. Кирил и Методий“ и от изтъкнати църковни и светски дейци – Варненско-Преславският митрополит Симеон, Христо Г. Данов, Константин Стоилов и други. Приходите (около 400 т.л.) отиват за храна на 13 ученици, дрехи за 22 ученици, помощ на Кукушката и Воденската община, за книги, откриване на пансион при първоначалното училище в Пиргите и други. През втората година в резултат на много активната дейност на Атанас Шопов, който пише писма както до видни търговци, така и до българското правителство (което пък отправя призив към всички околийски управления, кметства и други учреждения да подкрепят тази благотворителна дейност), са събрани 52 322 златни гроша. Те се използват за подкрепа на училища и бедни ученици в гр. Солун, за издържане на пансиона в Пиргите, за благотворителни дела в съседните села и градовете Кукуш, Воден, Гевгели, Енидже Вардар, от които също пристигат молби за помощ.
Благотворителната дейност се насочва не само към главния град на областта, а към бедните и необразовани българи, чиито деца „се развращават и забравят своя род в сръбски, гръцки и прочее училища“, и като цяло към духовното развитие на населението. Българското търговско агентство в Солун е център на дейността на Благотворителното братство. През следващите години са отбелязани известни успехи в противопоставянето на сръбската пропаганда, но дейността постепенно затихва. Успехите в борбата срещу огромния превес на гръцкото начално образование не са впечатляващи, което е обяснимо поради силата на традицията и по-високия социален статус на гръцкото население, към който се стремят българите.